# Eduardo Hernández Asiáin
Eduardo Hernández Asiáin (La Habana, 17 de mayo de 1911-Corella, Navarra, 11 de mayo de 2010), es un violinista cubano de origen español, discípulo de Enrique Fernández Arbós y compañero de Ataúlfo Argenta, uno de los mejores violinistas del siglo XX. Sus interpretaciones de los grandes clásicos han destacado no solo por su técnica, sino por el sentimiento transmitido en su manera de tocar y de vivir la música.
Ha brillado especialmente por sus interpretaciones de las obras de Pablo Sarasate y por piezas clásicas como son las Sonatas para violín y piano de Johann Sebastian Bach.

## Biografía
Nace en La Habana en 1911, en el seno de una familia española. Siguiendo los pasos de su padre (compositor y violinista natural de Corella - Navarra, España), se inicia en el aprendizaje del violín, en cuya interpretación ha llegado a alcanzar un relevante lugar que le sitúa entre los mejores violinistas del siglo XX.
Inicia sus estudios musicales a muy temprana edad y ofrece su primer concierto en público a los siete años.
A los catorce obtiene el primer premio de Violín en el Conservatorio Nacional de La Habana, siendo nombrado concertino de la Orquesta Sinfónica de La Habana. 
En 1932 se traslada con su familia a Madrid, profundizando sus estudios con los maestros Arbós y Bordas.
Obtiene el premio extraordinario Pablo Sarasate en el Real Conservatorio de Música de Madrid. También logra galardones en el Certamen Internacional de Violinistas, organizado por Unión Radio; en el Concurso Nacional de Violinistas y el Concurso de Música de Cámara, promovidos por el Ministerio de Educación.
Pensionado por la Real Academia de Bellas Artes de Madrid, amplía sus estudios en el extranjero y ofrece numerosos conciertos de gran éxito en Europa y América.
A partir de 1954, actúa como solista con la Orquesta de la Sociedad de Conciertos Pasdeloup de París, Radiodifusión Francesa y Belga, Orquesta Nacional de España, Orquesta Sinfónica de Bilbao, Orquesta de Cámara de Madrid y Orquesta Sinfónica y de Cámara de San Sebastián, de la que es su creador.
En 1968 fue nombrado Primer Violín del Cuarteto Clásico de RTVE, formando parte asimismo junto con la pianista vizcaína Isabel Picaza González del Quinteto Clásico de RNE, con los que realizó un gran número de conciertos y grabaciones, en España y en otros países.
Junto con la pianista Isabel Picaza González grabó las Sonatas para violín y piano de Fauré, el Quinteto op.57 de Shostakóvich o la Sonata en La mayor de Händel, entre otras obras.
Realiza giras por Estados Unidos de América, destacando su actuación con la Long Beach Symphony Orchestra de California, donde obtiene un gran éxito interpretando el Concierto para violín en re de Chaikovski.
Don Eduardo Hernández Asiáín, murió el 11 de mayo de 2010 en Corella, Navarra donde pasó sus últimos años.

## Principales galardones
- En 1977, su Majestad el Rey de España, Don Juan Carlos I, le otorgó la “Cruz de Caballero” de la Orden de Mérito Civil, en reconocimiento a su destacada carrera musical.
- En 2001, el Gobierno de Navarra le concede la Cruz de Carlos III el Noble de Navarra.
- En 2005, el Gobierno de España le concede la Medalla de Oro al Trabajo.

Su larga carrera profesional ha abarcado prácticamente todas las modalidades musicales, en las que ha destacado como catedrático, como primer violín e intérprete solista, en conciertos y grabaciones y ha obtenido numerosos premios y galardones ofrecidos por renombrados conservatorios e instituciones, siendo considerado como el mejor intérprete de Sarasate a nivel mundial, además de por su técnica, por el sentimiento transmitido en la interpretación de las mismas. 